# Louise Diane de Orléans

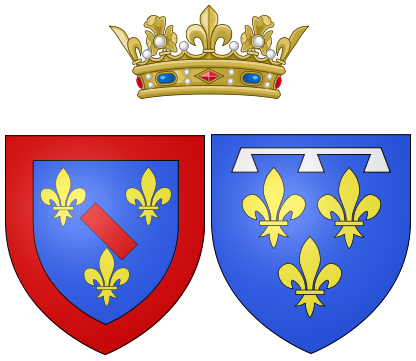

Louise d'Orléans (Louise Diane; 27 iunie 1716 – 26 septembrie 1736) a fost a șasea fiică și ultimul copil al lui Filip, Duce de Orléans (Regent al Franței din 1715 până în 1723) și a soției lui, Françoise-Marie de Bourbon, fiica cea mică recunoscută a regelui Ludovic al XIV-lea și a metresei sale Madame de Montespan. Ca membră a Casei de Bourbon și a Casei de Orléans, Philippine Élisabeth a fost prințesă de sânge. S-a născut în timpul regenței tatălui ei pe durata minoratului regelui Ludovic al XV-lea. Prințesă Conti prin căsătorie a murit la naștere la vârsta de 20 de ani.
1. ↑  Dictionary of Women Worldwide[*] Verificați valoarea |titlelink= (ajutor)